# Картофельная коровка
Картофельная коровка, или двадцативосьмиточечная картофельная коровка, или 28 пятнистая картофельная коровка, или двадцативосьмипятнистая коровка  (лат. Henosepilachna vigintioctomaculata) — вид жуков рода Epilachna из семейства божьи коровки. Относится к сельскохозяйственным вредителям паслёновых культур.
В годы, благоприятные для своего развития, может вызвать снижение урожая картофеля на 20–40 %. Кроме того, уменьшается размер клубней и содержание в них крахмала. Насекомое может переносить вироид веретеновидности клубней картофеля, а также L-, Х- и Y-вирусы.
Коровка Henosepilachna vigintioctomaculata Motschulsky морфологически похожа на Henosepilachna vigintioctopunctata Fabricius, и их трудно отличить друг от друга без специальной подготовки. Поэтому они имеют одно и то же общеупотребительное название картофельная божья коровка, жук хадд или божья коровка с 28 точками.

## Описание
H. vigintioctomaculata имеет типичный узнаваемый внешний вид, характерный для божьих коровок.

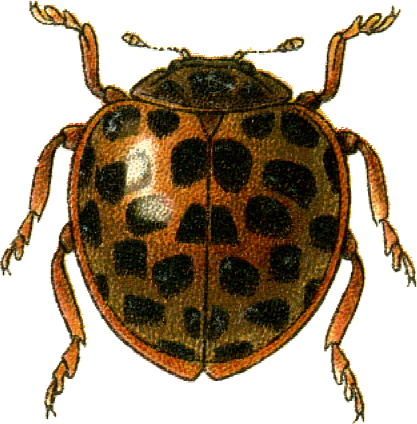
Иллюстрация из монографии Г. Г. Якобсона «Жуки России и Западной Европы», 1905

Имаго имеет тело почти округлое, полушаровидное, сильно выпуклое, блестящее, длиной 4–7 мм. Верх тела покрыт белыми тонкими волосками, придающими бархатистость. Надкрылья буро-желтые, от оранжево-золотистого до красно-коричневого цвета, яйцевидные, к вершине резко сужены, каждое с 14 чёрными пятнами различной формы.
Яйца стебельчатые, блестяще-желтые, удлиненно-овальные, сужающиеся к верхнему концу, с гладкой текстурой, заостренные дистально, сгруппированы вертикально, длиной до 1,5 мм; размещаются на нижней стороне листьев рыхлыми группами по 10–65 шт.
Личинки овальные, жёлто-зелёные, с тремя парами ног. На спинной стороне имеют шесть продольных рядов тёмных щитков с ветвистыми чёрными шипами, отчего кажутся серо-чёрными. Имеют четыре возраста. Длина личинки от 1,5 (I возраст) до 6 мм (IV возраст).
Куколка свободная, бочковидной формы, преимущественно светло-желтого цвета, на спинной стороне несколько парных чёрных пятен, на конце тела — сошедшая кутикула личинки IV возраста со щетинками. Длина куколки 5–6 мм.

## Биология
Зимует в стадии имаго под опавшими листьями на опушках леса, под остатками ботвы на картофельных полях, на участках с высокой травянистой растительностью или кустарниками в поверхностном слое почвы. Некоторые особи закапываются на зиму в почву. Зимостойкость высокая, до −45 °C. Массовая гибель коровки отмечается только в малоснежные и очень морозные зимы.
Эпиляхна в Приамурье дает только одно поколение за лето, в условиях Приморского края картофельная коровка даёт две генерации.  Кладка яиц в Приамурье происходит с июня до середины августа, в Приморском крае — начинается в конце мая-начале июня, а массовая — с 15–17 июня.
Плодовитость огромная. Одна самка откладывает до 2000 яиц. Самки откладывают яйца, как правило, на нижнюю сторону листьев картофеля или на сорные растения: коммелина обыкновенная, пырей ползучий, осот полевой, вьюнок полевой.
Жуки и личинки выгрызают паренхиму листа, оставляя только жилки, то есть скелетируют листья, которые в дальнейшем желтеют и засыхают. За период развития личинка съедает в среднем 21,2 см² листа (чуть меньше, чем личинка колорадского жука: та съедает до 27,8 см²).
До появления картофеля на Дальнем Востоке была вредителем лесных растений. Отмечены скопления на селезёночнике волосистом, где коровки выедают цветы и почки. Весенние колонии жуков часто встречаются на цветущих в это время древесных породах, в основном розоцветных: черёмухе азиатской, яблоне маньчжурской, боярышнике Максимовича, груше уссурийской, лесных травах (селезёночнике волосистом, схизопепоне бриониолистном) и затем переходят на более характерные и часто встречающиеся сорняки полей: осот полевой и паслен чёрный.
Более питательный, чем дикоросы, картофель оказался гораздо привлекательнее широкого полифага H. vigintioctomaculata, оставляя привычные кормовые растения в качестве зимовочных биотопов. На картофеле, нежели на липе, наблюдается большая выживаемость, жуки и личинки значительно крупнее, самки плодовитее.
Повреждает культурные растения трёх семейств: паслёновых: картофель, баклажан, томат, перец, физалис; тыквенных — огурец, кабачок, тыкву, арбуз, дыню; бобовых — сою и фасоль. Наиболее благоприятное кормовое растение для H. vigintioctomaculata — картофель. В ходе лабораторного эксперимента установлено, что при питании картофелем лабораторная популяция H. vigintioctomaculata демонстрирует наибольшую плодовитость и наименьшую смертность по сравнению с прочими кормами.

## Распространение
Аборигенный вид дальневосточной фауны, который питается в природе дикорастущими растениями из семейств паслёновых и тыквенных. Большую роль в распространении картофельной коровки сыграли антропогенные факторы, которые в сочетании с высокой экологической пластичностью вида позволили ей повсеместно распространиться в зоне выращивания картофеля на юге Дальнего Востока России.
Ареал в России — в Приморский и Хабаровский край, в Амурская область, Еврейская АО, юг Сахалина, Кунашир. За пределами России обитает на северо-востоке Китая, в Северной Корее, на севере Японии, во Вьетнаме.
Наиболее многочисленна и вредоносна в болотистой низменной местности по долинам крупных рек (Амур, Уссури и др.), а в более сухих биотопах — в теплые дождливые годы.

## Идентификация вида
Близкородственные виды Henosepilachna (=Epilachna) H. vigintioctomaculata и Henosepilachna vigintioctopunctata Fabricius морфологически похожи, и их трудно отличить друг от друга без специальной подготовки. В результате они имеют одно и то же общеупотребительное название картофельной божьей коровки, жука хадда или божьей коровки с 28 точками.
Различаются виды в первую очередь ареалом обитания: H. vigintioctomaculata обитает на Дальнем Востоке и выдерживает заморозки до –45 °C, а H. vigintioctopunctata обитает в более теплом климате, в Юго-Восточной и Южной Азии, включая Пакистан, индуцирована в Новую Зеландию и Южную Америку. При этом в Китае происходит наложение ареалов двух видов.
H. vigintioctopunctata немного меньше, но диапазоны возможных размеров между двумя видами частично совпадают. Еще одним морфологическим отличием является расположение пятен на надкрыльях. У обоих видов на каждом надкрылье по 14 пятен, три из которых расположены у его основания. Однако, у H. vigintioctopunctata четыре пятна позади расположены по прямой линии, а H. vigintioctomaculata — нет. Кроме того, пятна в месте соединения надкрылий соприкасаются у H. vigintioctopunctata, но не соприкасаются друг с другом у H. vigintioctomaculata. Кроме того, переднеспинка H. vigintioctomaculata имеет продольное мечевидное пятно в центре и два небольших пятна по бокам, которые у некоторых особей могут объединяться в одно. С другой стороны, переднеспинка H. vigintioctopunctata имеет горизонтальное двойное ромбовидное пятно в центре. 
|              | H. vigintioctomaculata                           | H. vigintioctopunctata                             |
| ------------ | ------------------------------------------------ | -------------------------------------------------- |
| Размер       | 7,0–8,0 мм                                       | 5,0–7,5 мм                                         |
| Надкрылья    | 4 пятна не выстроены в одну линию                | 4 пятна выстроены в одну линию                     |
| Надкрылья    | 2 пятна у основания не соединяются               | 2 пятна у основания сливаются в одно               |
| Преднеспинка | мечевидное пятно по центру и два мелких по краям | горизонтальное двойное ромбовидное пятно по центру |

Поскольку виды картофельных божьих коровок трудно различить по внешним морфологическим признакам, применяется метод молекулярной идентификации с использованием видоспецифичных праймеров ПЦР для митохондриальной цитохромоксидазы I (mtCOI) двух видов. Две пары праймеров SS-mtCOI, Hvp и Hvm, были сконструированы на основе вариаций последовательности гена mtCOI между H. vigintioctopunctata и H. vigintioctomaculata. Было показано, что этот подход позволяет быстро, точно и чувствительно идентифицировать H. vigintioctopunctata и H. vigintioctomaculata.
Харуо Катакура предположил существование комплекса видов H. vigintioctomaculata, состоящего из более чем 10 форм близкородственных растительноядных божьих коровок. Эти формы отличаются друг от друга по морфологии и принадлежности к растениям-хозяевам и, возможно, могут быть объединены в 2–5 отдельных видов. Между некоторыми из этих видов существует неполная репродуктивная изоляция, при этом гетероспецифические гибриды имеют значительно более низкий вывод яиц. У других видов комплекса нет ухудшений вследствие межвидового размножения. Однако некоторые межвидовые скрещивания приводят к более низкой выживаемости гибридных личинок на наследственных растениях-хозяевах, что указывает на экологическую репродуктивную изоляцию между симпатрическими видами. Генетические исследования подтвердили наличие репродуктивных барьеров у видов.

## Враги
Естественные враги картофельной коровки — хищные жуки и личинки полезных видов божьих коровок Coccinellidae, личинки златоглазок Chrysopidae, а также клещи Uropodidae, которые поедают яйцекладки и личинок коровки.
Несмотря на наличие большого количества естественных врагов коровки в условиях леса, на полях вид не имеет регуляторов численности. Для борьбы с H. vigintioctomaculata исследуется применение паразита — наездника нотосерфус афисе (Nothoserphus afissae Watanabe) семейства Проктотрупиды, который паразитирует на личинках коровки.
Отмечена гибель жуков, личинок и куколок картофельной коровки в условиях Приморского края от грибных болезней, особенно в Анучинском и Яковлевском районах. В 2003 году гибель личинок в Яковлековском районе составила 27%.

## Методы борьбы
Основной метод борьбы с 28-ми точечной коровкой — химический. Химический метод позволяет кардинально избавиться от вредителя, по крайней мере на две недели, как минимум, после опрыскивания пестицидом. Пестициды, применяемые для борьбы с коровкой: имидаклоприд, тиаметоксам, альфа-циперметрин, лямбда-цигалотрин.
Биологические препараты для борьбы с коровкой —  авермектины — аверсектин С и авертин N — продукты жизнедеятельности микроорганизмов.
На небольших площадях в личных подсобных хозяйствах применяются механические способы защиты — натягивание защитной сетки и механический сбор насекомых. Для защиты ботвы применяется высокое окучивание растений — жуки и личинки, которые попадают с растения, оказываются под слоем почвы и погибают.
Для снижения благоприятных условий посадки пасленовых культур размещают изолировано друг от друга и соблюдают севооборот. Прополка сорняков, на которых коровки могут откладывать яйца, также способствует снижению популяции коровки.
Для снижения зимующей популяции коровки после сбора урожая уничтожают картофельную ботву. Осенняя вспашка также снижает численность зимующих коровок.
Среди народных способов отпугивания коровки — опудривание древесной золой, опрыскиванием настоем чеснока и отваром полыни, высадка мяты рядом с посадками.